# Assimilation coloniale

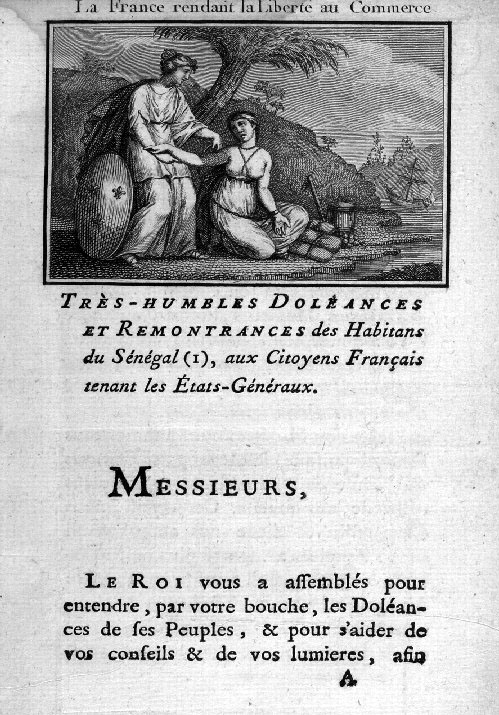
Le cahier de doléances de Saint-Louis du Sénégal (1789).

Pour les articles homonymes, voir Assimilation.
L'assimilation coloniale est la politique qui suppose que les peuples colonisés doivent progressivement adopter la culture et les valeurs du colonisateur afin de devenir à terme des citoyens à part entière. Elle est censément mise en place par la France dans une partie de ses colonies durant le XIXe et le XXe siècle, bien que contestée par des personnalités politiques de la troisième république, comme par exemple Georges Leygues.
Les Quatre communes, reposant sur une véritable communauté française d'Afrique, sont une illustration de cette politique. Dans ce cas précis, les Africains sont des citoyens français à part entière pouvant exercer les plus hautes fonctions politiques de l’État français. Blaise Diagne ou encore Barthélémy Durand Valantin sont des exemples parlants de ces Français d'Afrique.
Longtemps considérée de manière simple comme l'envers de la politique coloniale britannique plus différentialiste, elle ne constitue en réalité qu'un des axes de la politique coloniale française, à côté d'autres politiques fondées davantage sur le maintien des structures sociales antérieures à la mise en place de la domination coloniale. En la matière, les historiens ont montré que la politique coloniale française était variable, s'appliquant diversement entre les différents territoires de l'empire.

## Définition du concept d'assimilation
Le concept français d'assimilation est fondé sur l'idée d'étendre la culture française dans les colonies hors du pays de la Révolution durant le XIXe et le XXe siècle. Les habitants de Saint-Louis, au Sénégal, rédigent un cahier de doléances dès 1789 au même titre que les autres citoyens français. Les révolutionnaires considèrent les indigènes comme français dès que leur territoire est sous souveraineté française. Cela signifie également qu'ils pourraient prétendre aux mêmes droits que les citoyens français de métropole. Suivant ce principe, la citoyenneté est accordée aux indigènes d'Afrique par l'Assemblée nationale législative le 4 avril 1792. Cette citoyenneté se limite alors aux territoires français d'Afrique : l'Île Saint Louis à l'embouchure du fleuve Sénégal et l'Île de Gorée au large de la Presqu'île du Cap-Vert et aux vieilles colonies (Saint Domingue, Tobago, Sainte Lucie, Guadeloupe, Guyane, Martinique, la Réunion, île Maurice, Seychelles, Saint Pierre et Miquelon).
Le concept d'assimilation a été débattu pendant longtemps. Il prend sa source avec le siècle des Lumières.
- Avant même la Révolution française, Condorcet expliquait que « Les peuples d’Amérique, d’Afrique, d’Asie et d’autres contrées lointaines semblent n’attendre que d’être civilisés et de recevoir de notre part les moyens de l’être et de trouver des frères parmi les Européens pour devenir leurs amis et leurs disciple. ».
- Cette doctrine de l'assimilation a été mise en place par Arthur Girault dans son ouvrage classique Principes de colonisation et de législation coloniale (1894) selon lequel l’assimilation « est l’union plus intime entre le territoire colonial et le territoire métropolitain ». Son but « est la création progressive de véritables départements français ». « L’assimilation, poursuivait Girault, doit être pensée comme l’héritière directe du projet de la Révolution française, car la Constitution de l’An III (1795) avait déclaré que les colonies étaient ‹ partie intégrante de la République ›». C'est donc à partir des principes de 1789 que la colonisation devient assimilation.

Cependant, ce principe est contradictoire avec la politique même de la France d'après la conférence de Berlin. En effet, un statut spécifique subsistait (indigène) on jugeait couramment les peuples colonisés comme étant inférieurs aux métropolitains.

## Buts de l'assimilation
Le but principal était homogénéiser les populations afin d'effacer les particularismes.
L'assimilation ne doit pas être confondue avec l'assimilationnisme, qui est la culture politique véhiculant l'idée que la nationalité française des ultramarins des Quatre communes et des vieilles colonies (Antilles, Guyane, Réunion) allait de soi.

## Critique de l'assimilation sous la France coloniale
Des voix se sont élevées, dès la Troisième République, contre le principe même de l’assimilation coloniale. Certains responsables politiques estimaient que vouloir imposer à des sociétés non européennes les normes culturelles françaises relevait d’un universalisme rigide et irréaliste. Georges Leygues, ministre des Colonies, puis ministre de l'Intérieur, de la Marine, et président du Conseil, dénonça ainsi en 1920 à la tribune de l’Assemblée une politique d’uniformité écrasante et rejeta la politique d’assimilation face à des peuples dotés de traditions et de civilisations anciennes : 
[...] en face de populations musulmanes, hindoues, annamites, qui ont tout un passé de civilisation brillante, la politique d'assimilation serait la plus funeste et la plus absurde. (Applaudissements.) Pourquoi couler tous les cerveaux dans le même moule ? Avec ces peuples, nous devons faire une politique d'association et de collaboration, respectant toutes leurs traditions et toutes les religions des divers peuples avec lesquels nous sommes en rapport. (Applaudissements à droite.)

#### Droit international
- Terra nullius, Doctrine de la découverte, Colonialisme, Colonisation, Décolonisation, Néocolonialisme, Droit des peuples à disposer d'eux-mêmes
- Anthropologie juridique, Coutume, Savoirs traditionnels
- Peuple autochtone, Droit des peuples autochtones (Déclaration des droits des peuples autochtones)
- Charles W. Mills (1951-2021), Le contrat racial (en) (1997)

#### Études théoriques
- Études postcoloniales, Études décoloniales,  Guerres de l'histoire